# 345 Park Avenue
Das 345 Park Avenue, auch Bristol-Myers Squibb Building, ist ein Wolkenkratzer im Plaza District in Manhattan in New York City. In dem Büroturm befindet sich unter anderem der Hauptsitz der Investmentgesellschaft The Blackstone Group Inc.

## Beschreibung

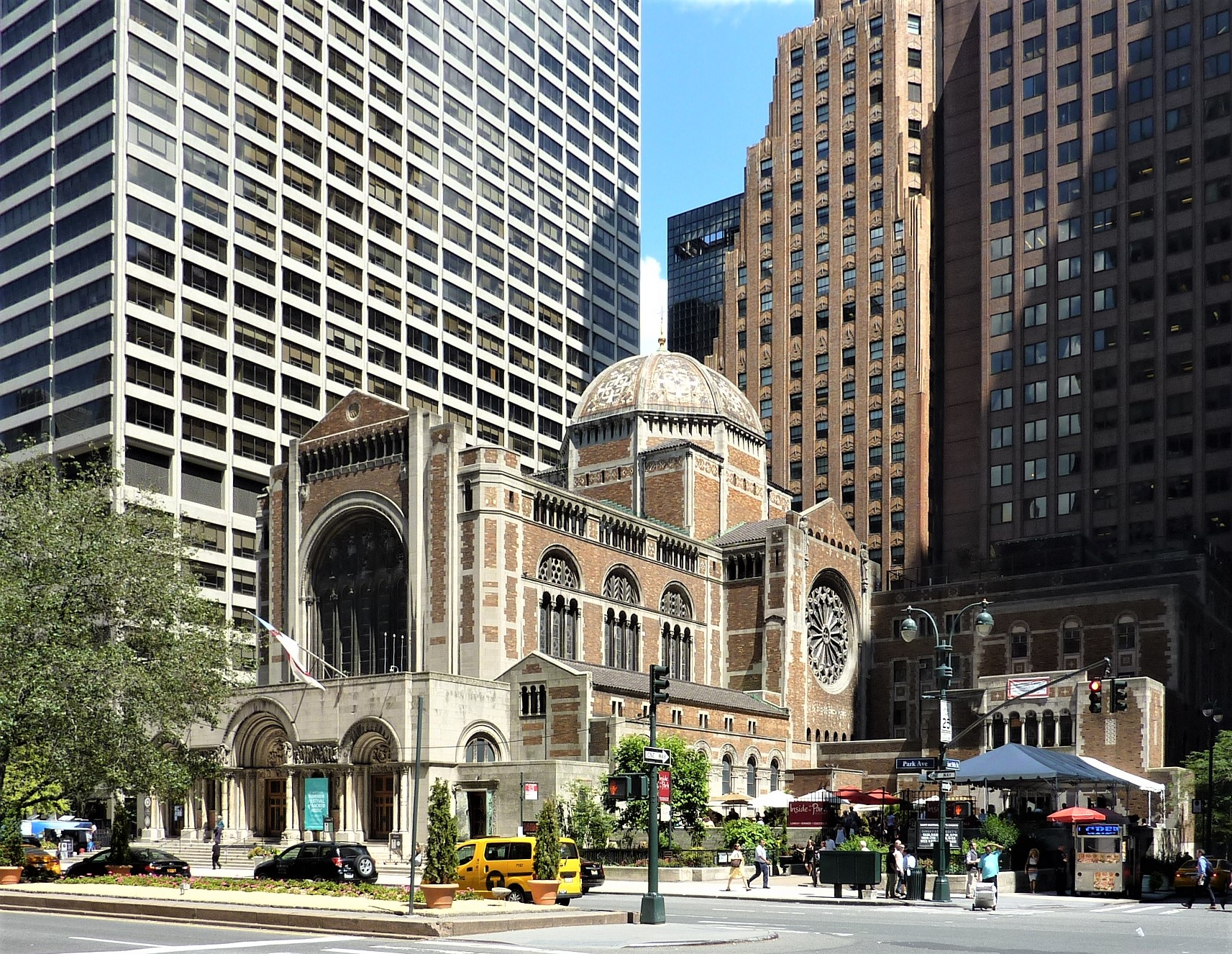
St Bartholomew’s Episcopal Church mit der 345 Park Avenue im Hintergrund

Das Gebäude liegt an der Park Avenue zwischen der East 51st und 52nd Street im Viertel Turtle Bay in Midtown Manhattan und nimmt dabei einen ganzen Block bis zur Lexington Avenue ein. Südlich jenseits der 51st Street befindet sich die Kirche St. Bartholomew’s Church. In der Nachbarschaft stehen viele weitere Wolkenkratzer, darunter bekannte Gebäude wie das Citigroup Center, das 570 Lexington Avenue (General Electric Building) und das Park Avenue Plaza.
Der 1969 fertiggestellte Wolkenkratzer wurde von Emery Roth & Sons entworfen. Er hat 44 Stockwerke und eine Höhe von 193,2 m (634 Fuß). Der Büroturm wurde an der Stelle des 1921 eröffneten Hotel „Ambassador“ errichtet. Dieses wurde 1958 an Sheraton Hotels verkauft und in „Sheraton-East“ umbenannt. 1966 riss man das Hotel wegen des Baus des Wolkenkratzers ab. Das Gebäude besteht aus dem 44-stöckigen Turm und einem fünf- bis sechsstöckigen Sockel. An der Ecke Park Avenue/51st Street liegt vor dem Bürogebäude ein teils begrünter öffentlicher Platz mit Terrasse. 2021 wurde der Büroturm renoviert.
Der Wolkenkratzer ist der Hauptsitz der Rudin Management Company und der Blackstone Group. Im Gebäude befinden sich weiter unter anderem das New Yorker Generalkonsulat der Republik Irland, die irische staatliche Wirtschaftsförderungsagentur Enterprise Ireland, die Marketingorganisation Tourism Ireland, die Wirtschaftsprüfungsgesellschaft KPMG (seit 1969), die Bank JPMorgan Chase und seit 2012 der Hauptgeschäftssitz der National Football League.
Der Büroturm ist eines von 41 Gebäuden in Manhattan, die ab 2019 ihre eigenen Postleitzahlen bekamen. Der 345 Park Avenue wurde die Postleitzahl 10154 zugewiesen. An der Ecke Lexington Avenue und 51st Street befinden sich Zugänge zur Station 51 Street der New York City Subway mit den Linien  sowie ein Übergang zur Station Lexington Avenue – 53 Street mit den Linien .